# Marechal Deodoro
Marechal Deodoro là một đô thị thuộc bang Alagoas, Brasil. Đô thị này có diện tích 333,55 km², dân số năm 2007 là 45072 người, mật độ 135,13 người/km².